# Yudai Ogawa
Yudai Ogawa (小川 雄大 Ogawa Yudai?), född 4 oktober 1996 i Kanagawa prefektur, är en japansk fotbollsspelare.
Ogawa började sin karriär 2015 i FC Gifu. Han spelade 4 ligamatcher för klubben.